# Timonius heterophyllus
Timonius heterophyllus är en måreväxtart som beskrevs av Elmer Drew Merrill. Timonius heterophyllus ingår i släktet Timonius och familjen måreväxter. Inga underarter finns listade i Catalogue of Life.